# Nazionale femminile di pallacanestro della Repubblica Ceca
La nazionale di pallacanestro femminile della Repubblica Ceca, selezione delle migliori giocatrici di pallacanestro di nazionalità ceca, rappresenta la Repubblica Ceca nelle competizioni internazionali femminili di pallacanestro organizzate dalla FIBA ed è gestita dalla Federazione cestistica della Repubblica Ceca.

## Storia

### Nazionale cecoslovacca (1932-1993)
Nel periodo compreso fra il 1932 ed il 1993, ha fatto parte della Cecoslovacchia, della cui nazionale è considerata la diretta erede.

### Nazionale ceca (dal 1993)
Affiliata alla FIBA dal 1993, il team nazionale ceco ha partecipato a due edizioni delle Olimpiadi ed una dei Mondiali.

Ma la parte del leone l'ha recitata agli Europei, dove fra alti e bassi, a fronte di 7 partecipazioni, ha vinto le sue, fino ad ora, uniche medaglie, delle quali spicca il prestigioso oro del 2005.

Dopo le due medaglie consecutive e l'apice della prima metà degli anni 2000, ha vissuto una fase di calo tecnico, culminato con il nono posto agli Europei del 2009.

## Piazzamenti
Olimpiadi
- 2004 - 5°
- 2008 - 7°
- 2012 - 7°

Mondiali
- 2006 - 7°
- 2010 -  2°
- 2010 - 9°

Europei
- 1995 - 7°
- 1997 - 9°
- 1999 - 5°
- 2001 - 9°
- 2003 -  2°
- 2005 -  1°
- 2007 - 5°
- 2009 - 9°
- 2011 - 4
- 2013 - 6°
- 2015 - 11°
- 2017 - 13°
- 2019 - 13°
- 2021 - 15°

## Formazioni

### Olimpiadi
Pallacanestro ai Giochi della XXVIII Olimpiade - Torneo femminile4 Veselá, 5 Večeřová, 6 Voračková, 7 Hartigová, 8 Uhrová, 9 Machová, 10 Hamzová, 11 Pavlíčková, 12 Borecká, 13 Kulichová, 14 Klimešová, 15 Vítečková,        All. Jan Bobrovský
Pallacanestro ai Giochi della XXIX Olimpiade - Torneo femminile4 Veselá, 5 Večeřová, 6 Hejdová, 7 Hartigová, 8 Uhrová, 9 Machová, 10 Šujanová, 11 Svobodová, 12 Mokrošová, 13 Kulichová, 14 Elhotová, 15 Vítečková,        All. Jan Bobrovský
Pallacanestro ai Giochi della XXX Olimpiade - Torneo femminile4 Veselá, 5 Zrůstová, 6 Bartoňová, 7 Zohnová, 8 Burgrová, 9 Horáková, 10 Hanušová, 11 Elhotová, 12 Bartáková, 13 Kulichová, 14 Pecková, 15 Vítečková,        All. Lubor Blažek

### Mondiali
Campionato mondiale femminile di pallacanestro 20064 Veselá, 5 Večeřová, 6 Johnová, 7 Hartigová, 8 Uhrová, 9 Machová, 10 Mokrošová, 11 Pavlíčková, 12 Křížová, 13 Kulichová, 14 Klimešová, 15 Vítečková,        All. Jan Bobrovský
Campionato mondiale femminile di pallacanestro 20104 Veselá, 5 Večeřová, 6 Bortelová, 7 Šujanová, 8 Burgrová, 9 Machová, 10 Pavlíčková, 11 Elhotová, 12 Mokrošová, 13 Kulichová, 14 Pecková, 15 Vítečková,        All. Lubor Blažek
Campionato mondiale femminile di pallacanestro 20144 Veselá, 5 Zrůstová, 6 Hejdová, 7 Hanušová, 8 Burgrová, 9 Bartoňová, 10 Vyoralová, 11 Elhotová, 12 Sedláková, 13 Kulichová, 14 Pecková, 15 Vítečková,        All. Lubor Blažek

### Europei
Campionato europeo femminile di pallacanestro 19954 Pokorná, 5 Matějková, 6 Valová, 7 Němcová, 8 Jarchovská, 9 Vodičková, 10 Nakielná, 11 Tučková, 12 Klečková, 13 Antoničová, 14 Samsonová, 15 Bobrovská, 16 Květoňová,        All. Miroslav Vondřička
Campionato europeo femminile di pallacanestro 19974 Brabencová, 5 Pechová, 6 Tučková, 7 Matějková, 8 Jarchovská, 9 Vodičková, 10 Hamzová, 11 Čiperová, 12  Pavlíková, 13 Antoničová, 14 Samsonová, 15 Bobrovská,        All. Jan Karger
Campionato europeo femminile di pallacanestro 19994 Matějková, 5 Večeřová, 6 Němcová, 7 Vodičková, 8 Jarchovská, 9 Machová, 10 Hamzová, 11 Pechová, 12 Čiperová, 13 Blahůšková, 14 Samsonová, 15 Bobrovská,        All. Jan Bobrovský
Campionato europeo femminile di pallacanestro 20014 Stejskalová, 5 Bortelová, 6 Borecká, 7 Hartigová, 8 Jarchovská, 9 Machová, 10 Pavlíčková, 11 Pechová, 12 Blahůšková, 13 Vítečková, 14 Veselá, 15 Večeřová,        All. Jan Bobrovský
Campionato europeo femminile di pallacanestro 20034 Veselá, 5 Večeřová, 6 Uhrová, 7 Hartigová, 8 Mokrošová, 9 Machová, 10 Hamzová, 11 Pavlíčková, 12 Borecká, 13 Blahůšková, 14 Klimešová, 15 Vítečková,        All. Jan Bobrovský
Campionato europeo femminile di pallacanestro 20054 Veselá, 5 Večeřová, 6 Němcová, 7 Hartigová, 8 Uhrová, 9 Machová, 10 Mokrošová, 11 Pavlíčková, 12 Borecká, 13 Kulichová, 14 Klimešová, 15 Vítečková,        All. Jan Bobrovský
Campionato europeo femminile di pallacanestro 20074 Veselá, 5 Večeřová, 6 Hejdová, 7 Hartigová, 8 Uhrová, 9 Machová, 10 Šujanová, 11 Svobodová, 12 Mokrošová, 13 Kulichová, 14 Elhotová, 15 Vítečková,        All. Jan Bobrovský
Campionato europeo femminile di pallacanestro 20094 Veselá, 5 Maňáková, 6 Bartoňová, 7 Borecká, 8 Zohnová, 9 Hartigová, 10 Rejchová, 11 Pecková, 12 Mokrošová, 13 Kulichová, 14 Elhotová, 15 Vítečková,        All. Milan Veverka
Campionato europeo femminile di pallacanestro 20114 Veselá, 5 Hanušová, 6 Hejdová, 7 Zrůstová, 8 Burgrová, 9 Bartoňová, 10 Bortelová, 11 Elhotová, 12 Hartigová, 13 Kulichová, 14 Škrabalová, 15 Vítečková,        All. Lubor Blažek
Campionato europeo femminile di pallacanestro 20134 Veselá, 5 Zrůstová, 6 Bortelová, 7 Hanušová, 8 Burgrová, 9 Bartoňová, 10 Hejdová, 11 Elhotová, 12 Vyoralová, 13 Kulichová, 14 Pecková, 15 Hindráková,        All. Lubor Blažek
Campionato europeo femminile di pallacanestro 20150 Bortelová, 4 Veselá, 5 Stejskalová, 6 Hejdová, 7 Hanušová, 8 Burgrová, 9 Bartoňová, 11 Elhotová, 12 Vyoralová, 17 Štěpánová, 18 Pecková, 24 Hindráková,        All. Lubor Blažek
Campionato europeo femminile di pallacanestro 20171 Vaughn, 4 Stejskalová, 6 Kar. Elhotová, 7 Hanušová, 8 Burgrová, 9 Bartáková, 10 Voráčková, 11 Kat. Elhotová, 12 Vyoralová, 13 Kulichová, 14 Záplatová, 15 Švrdlíková,        All. Ivan Beneš
Campionato europeo femminile di pallacanestro 20190 Březinová, 3 Štěpánová, 5 Hejdová, 6 Kar. Elhotová, 8 Voráčková, 9 Bartáková, 10 Adamcová, 11 Kat. Elhotová, 12 Vyoralová, 14 Pecková, 15 Pudláková, 18 Vojtíková,        All. Štefan Svitek
Campionato europeo femminile di pallacanestro 20210 Březinová, 4 Andělová, 5 Hejdová, 6 Brabencová, 7 Hanušová, 8 Voráčková, 10 Hamzová, 11 Elhotová, 12 Vyoralová, 18 Stoupalová, 21 Šípová, 44 Reisingerová,        All. Štefan Svitek
Campionato europeo femminile di pallacanestro 20230 Březinová, 1 Zeithammerová, 4 Andělová, 5 Stoupalová, 7 Paurová, 8 Voráčková, 10 Hamzová, 12 Vyoralová, 13 Holešínská, 21 Šípová, 22 Čechová, 55 Sklenářová,        All. Romana Ptáčková

## Nazionali giovanili
- Selezioni giovanili della nazionale di pallacanestro femminile della Repubblica Ceca